# Нарга Селассие

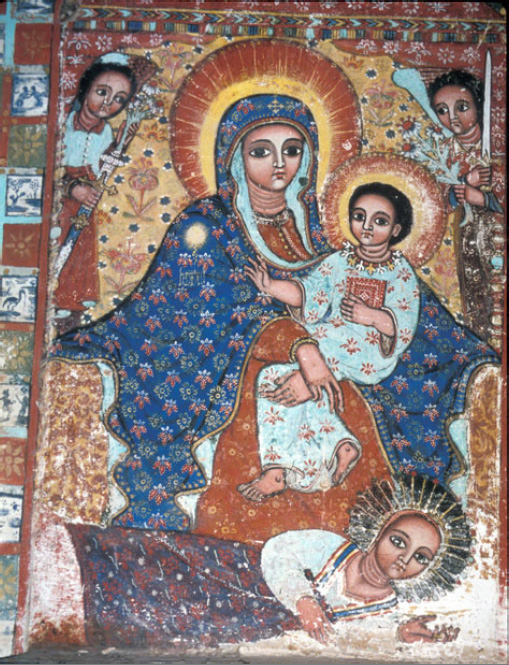
Изображение Ментеваб у ног Марии и Иисуса (монастырь Нарга Селассие)

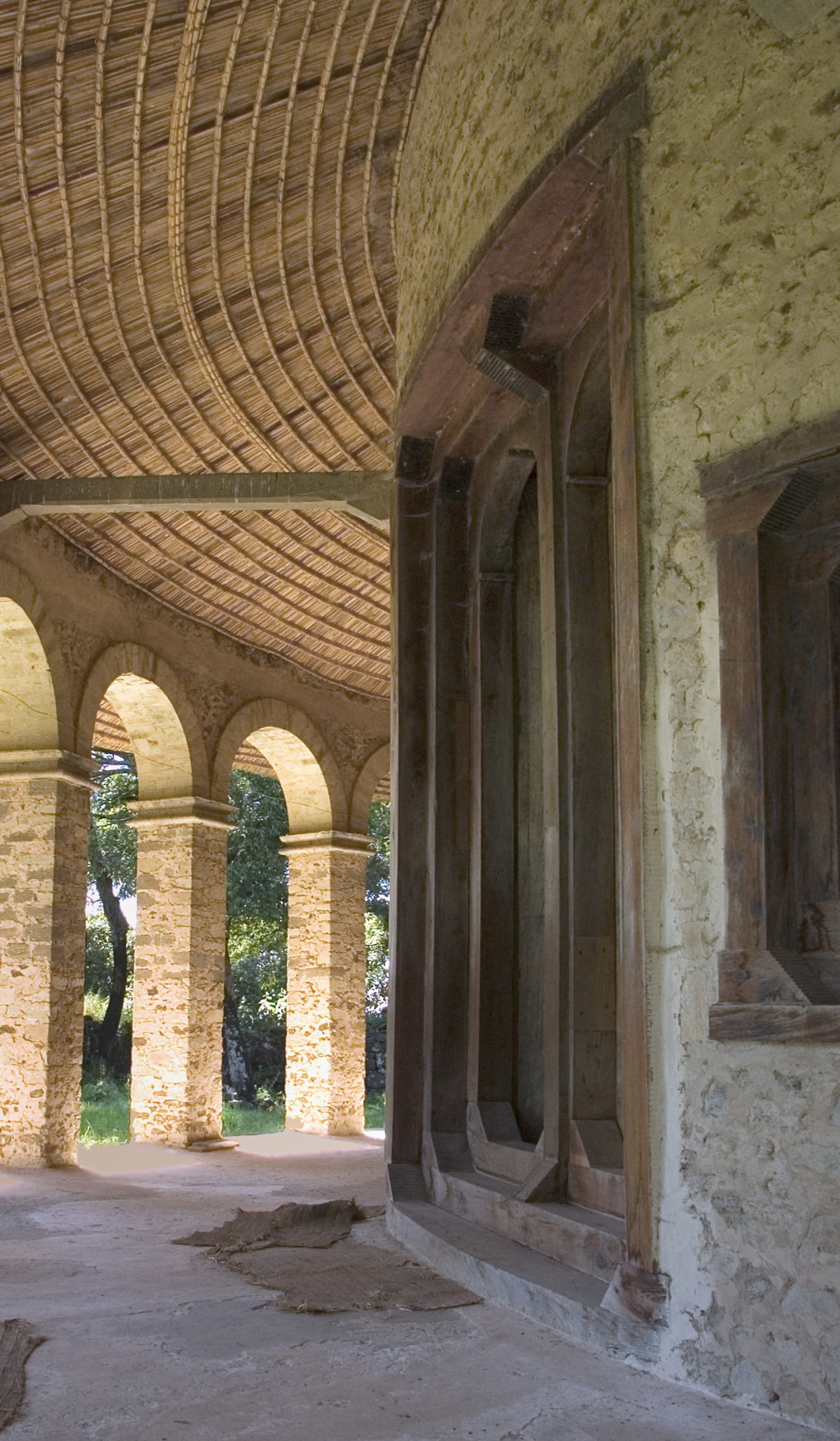
Внешний вид церкви Нарга Селассие

Нарга Селассие — эфиопская православная церковь на западном берегу острова Дэк, крупнейшего острова озера Тана на севере Эфиопии. Название означает «Троица Покоя». 
Церковь была построена императрицей Ментеваб в конце XVIII столетия, с использованием в качестве материала для дверей и крыши гигантского сикоморового дерева, которое стояло в центре небольшого подъёма, теперь в центре церкви. Нарга Селассие полностью украшена в местном стиле. Главный вход церкви изобразил шотландский исследователь Джеймс Брюс, посетивший столицу, Гондар, в конце XIX века.
Нарга Селассие была построена в классической круговой архитектурной традиции церквей района озера Тана, с использованием камня вокруг церкви и при постройке стен.
От церкви есть проход к озеру, гавани, построенной в 1987 году, которая соединена с городами Бахр-Дар и Горгора государственной паромной переправой.